# علي الشريف (لاعب كرة قدم ليبي)
علي الشريف (مواليد 1989)، هو لاعب كرة قدم ليبي محترف يلعب حالياً مع نادي الهلال في الدوري الليبي الممتاز.

## وصلات خارجية
لا توجد روابط لمواقع التواصل الاجتماعي.

- علي الشريف على موقع كووورة
- علي الشريف على Goalzz.com